# Њу Вестминстер
Њу Вестминстер (енгл. New Westminster) је град у Канади у покрајини Британска Колумбија. Према резултатима пописа 2011. у граду је живело 65.976 становника.

## Становништво
Према резултатима пописа становништва из 2011. у граду је живело 65.976 становника, што је за 12,7% више у односу на попис из 2006. када је регистровано 58.549 житеља.
| 2006.  | 2011.  |
| ------ | ------ |
| 58.549 | 65.976 |